# Block Me Out
Block Me Out è un singolo della cantautrice statunitense Gracie Abrams, pubblicato l'8 aprile 2022.

## Tracce
1. Block me out – 4:09 (Gracie Abrams, Aaron Dessner)

## Critica
Secondo la compositrice e critica musicale Kelly Park, nella canzone l'artista "descrive l'onesta sensazione di inadeguatezza e paura" e supera il senso di dissociazione per "venire a patti con la crescita personale": l'artista "analizza questi argomenti toccanti con un discreto senso di intimità che offusca il confine tra profondamente personale e universale". Buddy Iahn, critico musicale e fondatore di The Music Universe, esalta la capacità narrativa della cantante e il tocco umoristico incluso nell'autoriflessione della giovane. Madison Murray di The Honey POP ha inoltre evidenziato come testo e vibrazioni del brano ricordino i lavori prodotti da Aaron Dessner con Taylor Swift nel 2020, Folklore ed Evermore.